# Than
Cette page contient des caractères spéciaux ou non latins. S’ils s’affichent mal (▯, ?, etc.), consultez la page d’aide Unicode.
Than, (თან, [tan], en géorgien) est la 8e lettre de l'alphabet géorgien.

## Linguistique
Than est utilisé pour représenter le son [t].
Dans la norme ISO 9984, la lettre est translittérée par « t' ».

## Représentation informatique
- Unicode[1] :
  - Asomtavruli Ⴇ : U+10A7
  - Mkhedruli et nuskhuri თ : U+10D7